# 始球式
始球式（しきゅうしき）とは、スポーツ（主に球技）における試合開始前のセレモニーである。主催者や来賓など現役選手以外の人物が務めることが多い。

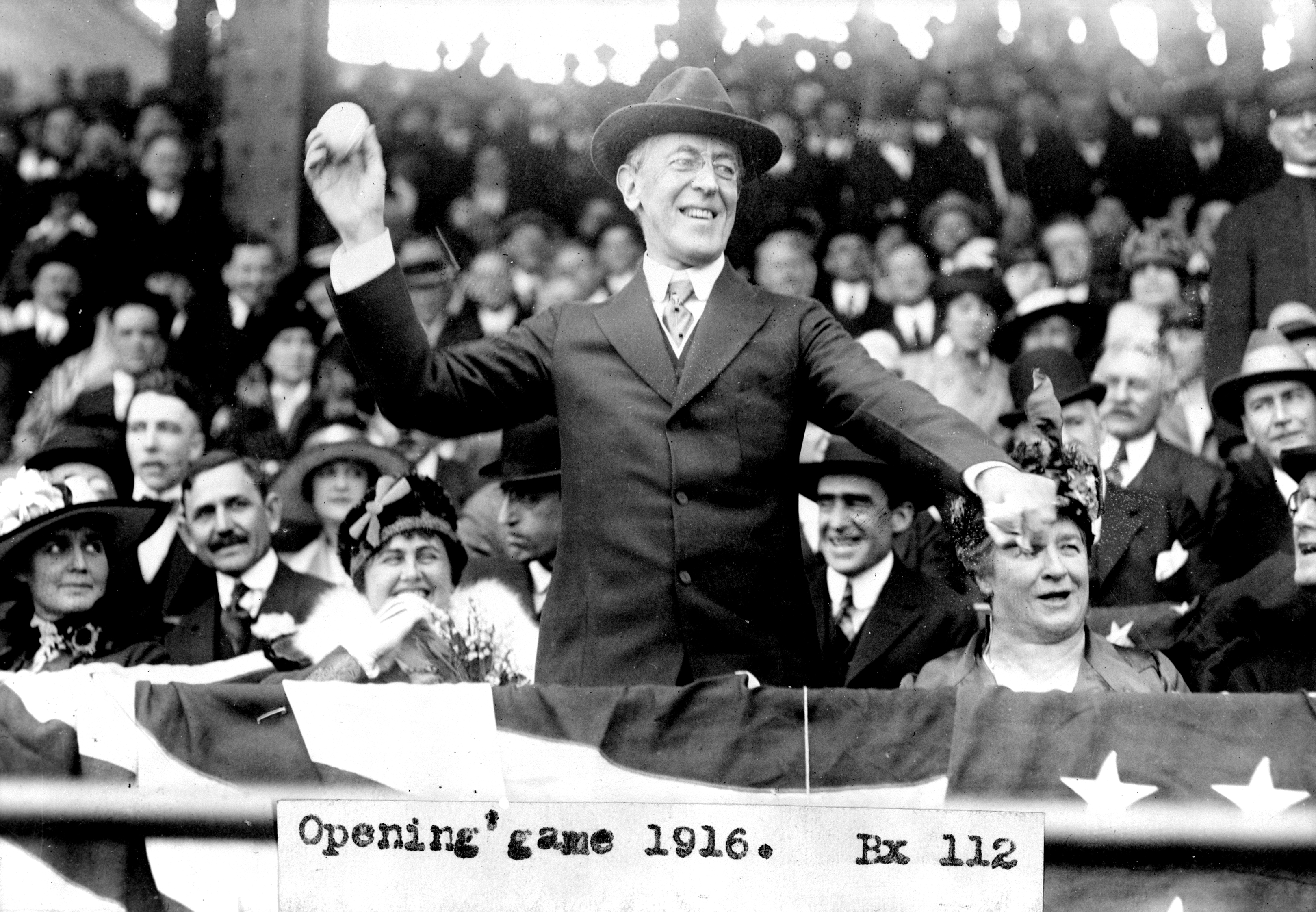
1916年、客席から投球する当時のウィルソン大統領の始球式

## 野球

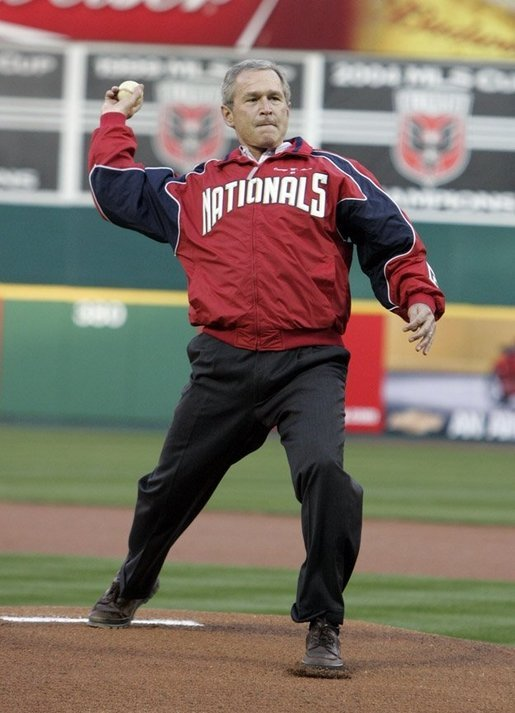
2005年4月14日、当時のブッシュ大統領の始球式

野球における始球式 (Ceremonial First Pitch) では、試合開始前に来賓が投手役として1球（稀に数球）投球を行う。

### アメリカ合衆国における始球式
アメリカ合衆国では、試合開始前に投手役の来賓がマウンドまたはマウンド前方から捕手役に向けて1球投球する。基本的に打席に打者は立たず、内外野の守備も就かない。捕手役には試合に出場する選手（あるいは監督・コーチ）が務めることが多いが、来賓にゆかりのある人物が務めることもある（例えば、仰木彬がマリナーズの始球式に招かれた際には愛弟子のイチローが捕手を務めた）。20世紀当初は、来賓が客席からグラウンド上の選手へボールを投げ渡す方式で行われていた。
記録に残る最古の始球式は、1892年のウェスタンリーグ開幕試合でのウィリアム・マッキンリー（当時オハイオ州知事、後のアメリカ合衆国第25代大統領）による始球式である。メジャーリーグベースボール (MLB) では、アメリカ合衆国第27代大統領のウィリアム・タフトが、1910年にワシントンD.C.の地元球団『ワシントン・セネタース』の開幕式で行ったのが最初である。これは、当時太りすぎのタフトを見かねた側近が、タフトに運動をさせようとして思いついたことがきっかけと言われている。これ以降歴代の大統領が、ワシントンを本拠地とするMLB球団の開幕戦で始球式を行うことが恒例行事となった。

### 日本における始球式
日本では、当初より、投手役の人がマウンドから打者に対して1球（稀に数球）投球する形式がとられていた。試合開始直前に始球式が行われるケースが多く、この場合投手役の人は先攻チームの1番打者に対して投球し、また捕手を含めた守備も後攻チームの先発メンバーが務めることになる。
記録に残っている最古の始球式は1908年11月22日にMLB選抜と早稲田大学野球部の試合における大隈重信の始球式とされる。大隈重信の投球はストライクゾーンから大きく逸れてしまったが、“早稲田大学の創設者、総長、政治家である大隈大先生の投球をボール球にしてはいけない”と考えた早稲田大学の1番打者・山脇正治がわざと空振りをしてストライクにした。これ以降、打者は投手役に敬意を表すため、投球がボール球でも絶好球でも空振りをすることが慣例となった。これらの日本式の始球式はその後アジアの国々だけでなく、アメリカでもこの方式で実施するケースが出てきている。
しかし、始球式の投球を空振りしないこともある。北海道日本ハムファイターズ時代の新庄剛志（SHINJO）の数例や川﨑宗則らのように打ちにいった例、1964年7月22日オールスター第3戦での山内和弘による見逃し（原因は捕手と雑談していたため。ボールを全く見ていなかった）など。また、平野恵一のように空振りをしたつもりが結果的にはバットに当たってしまったというハプニングもある。始球式の投球を空振りしなくても特に罰則規定はない（ただし投手役はスポーツ選手でない場合も多く、ピッチャー返しを打つと危険であるため、わざと空振りするのは投手役の負傷を防ぐ目的もあるともいわれている）。
また試合開始前に、始球式とは別のファーストピッチセレモニー（またはセレモニアルピッチ）というものがある。始球式は試合開始直前に選手や審判が位置についた状態で行うのに対し、ファーストピッチセレモニーは演出に幅を持たせるため試合開始の15～20分前に行い、選手や審判は登場しない。試合前イベントの進行計画は主催球団が事前に日本野球機構と相手チームに提出し、時間厳守に最大限の注意を払って行っている。

#### 高校野球
センバツ大会は開幕試合の始球式では1964年の第36回選抜高等学校野球大会以降、原則として文部大臣（2001年以降は文部科学大臣）が投手役を務める（ただし、何度か始球式が中止になったことがある）。文部科学大臣の都合によっては文部科学副大臣や文部科学大臣政務官が代理を務める場合もあるほか、記念大会など稀に文部科学省関係者以外の人物が務めることもある（第80回記念大会では第1回大会優勝校である高松商業高校の当時の野球部主将であった松井章吾、第90回記念大会では当時のスポーツ庁長官鈴木大地が務めた）。第43回・第46回大会では大会会長（毎日新聞社社長）、第35回大会以前は兵庫県知事が投手役を務めていた。夏の甲子園大会の始球式では1997年の第79回全国高等学校野球選手権大会までは文部大臣（2001年以降は文部科学大臣）が投手役を務めることが多かった。旧制中学時代野球部に所属していた愛知揆一が文部大臣時代に行った始球式では、外角低めにストライクとなる球を投げた。また第85回全国高等学校野球選手権大会（2003年）で小泉純一郎が高校野球大会史上初となる現職首相による始球式を行い、ど真ん中へのストライクを投じた。
1988年の第70回全国高等学校野球選手権大会では、当時皇太子の徳仁が皇族初の始球式投手を務めた。このときの打者役は常総学院高等学校の仁志敏久。
1998年の第80回全国高等学校野球選手権大会以降は、現役の高校球児が始球式を務めることも有る。特に、2006年8月6日の第88回全国高等学校野球選手権大会では、前2005年末に人命救助をした京都府立久美浜高等学校の野球部員4名が担当。従来の投手役に加えて、打者役と捕手役のほかに、上空ヘリコプターから投下ボールをグラウンドで拾い投手役へ手渡す役まで、同校の4選手がそれぞれ任務をこなした。
2018年8月5日から8月21日まで16日間（8月19日の休養日を除く）開催された第100回全国高等学校野球選手権記念大会では、甲子園レジェンド始球式が毎日行われ、松井秀喜・桑田真澄・佐々木主浩・太田幸司などかつて高校球児として夏の甲子園大会で活躍した、元野球選手の合計18人がそれぞれ参加しプレーボール直前でボールを放り投げていた。

#### プロ野球

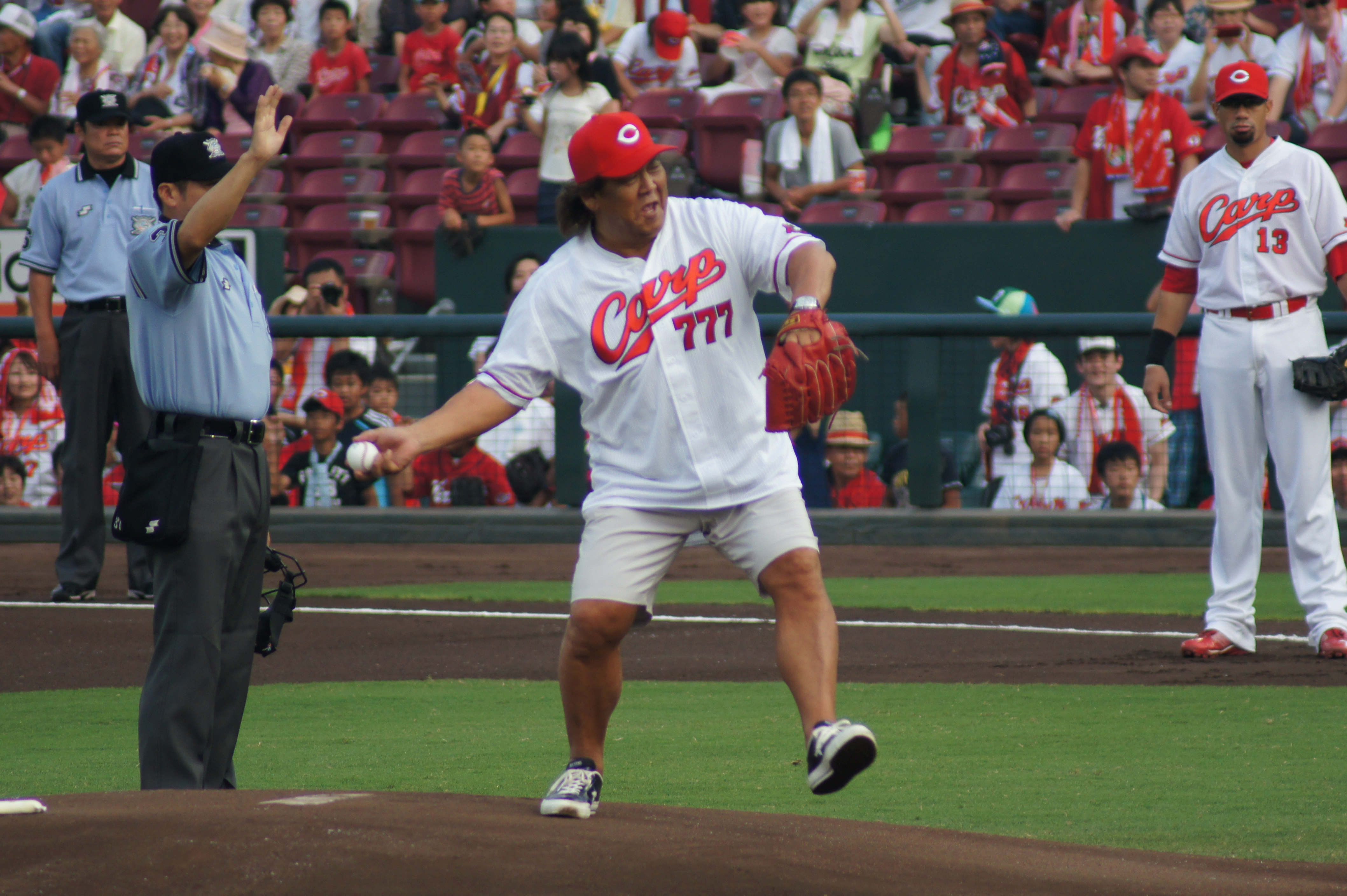
2013年7月30日、マツダスタジアムで始球式を行う長州力

近年の日本野球機構 (NPB) 管轄のプロ野球では中継テレビ局で放送しているバラエティ番組やドラマ、または球団スポンサーの広告の出演者をはじめ、芸能人が宣伝の一環として行うケースが増えている。球団のレトロ企画として往年の名選手（投手出身者に限らない）が行う場合や、異競技交流の名目として野球以外のアスリートが行う場合、地域密着を目指して球団ファンクラブの会員や本拠地の地方自治体に多額のふるさと納税を行った寄付者が行うケースもあり、多様化が進んでいる。引退選手の最終試合の始球式を選手の子息などが務めることもある。また打者が打席に立たないアメリカ方式や、来賓が投手役ではなく打者役（2名の場合は両方）になる始球式が行われるケースもある。2004年4月25日にはTEAM NACSの大泉洋と安田顕がそれぞれ投手と捕手を務め、打者は北海道日本ハムファイターズのトレイ・ヒルマン監督が担当した。2010年3月27日にはタレントの磯山さやかが捕手役を務めるという異例の始球式が行われた。2010年4月24日、東京ドームにて行われた始球式の投手役は、同年の4月7日にクモ膜下出血で急逝した木村拓也の長男（当時小学5年生）が務め、母親に見守られながらノーバウンドで阿部慎之助のミットに投げ込む見事な投球をして観客の大歓声を受けた。2016年4月24日には、タレントの稲村亜美が「始球式」と「始打式」を1人で行った。また稲村・上杉あずさ・長谷川玲奈など、野球やソフトボールなどの経験のある女性タレントが100km/h前後の球を披露することも増えている。土屋太鳳に至っては、スポーツ経験が無いにもかかわらず、捕手に届くボール球投球を見せた。
現職首相によるプロ野球公式戦の始球式は、1957年3月30日に岸信介が、開幕戦となる巨人対国鉄戦でおこなったのが初めてで、2022年現在まで唯一の事例である。ただし、日本選手権シリーズでは1960年第1戦で池田勇人が始球式をおこなっている。
日本国外の著名人も始球式を務めている。1989年の日本シリーズの第3戦でロナルド・レーガン、2004年の日本シリーズの第3戦でトム・クルーズ、2009年の日本シリーズの第3戦でジョージ・W・ブッシュが務めている。

#### その他
独立リーグの四国アイランドリーグplus・愛媛マンダリンパイレーツは、2011年8月26日の徳島戦（松山中央公園野球場）の試合前にファンやスポーツ少年団の選手らにより「最大人数で行う始球式」に挑戦した。111組222人が成功を収め、ギネス世界記録に認定された。このギネス世界記録は、2021年3月26日に中華職業棒球大聯盟の味全ドラゴンズが156組・312人で更新、さらに2023年9月30日に千葉ロッテマリーンズが本拠地の千葉マリンスタジアムで189組・378人の新たなギネス世界記録を樹立した。

## 野球以外の球技
アイスホッケー
センターライン中央のフェイスオフ・スポットでフェイスオフを行う。これをセレモニアル・ファースト・パック、またはセレモニアル・パック・ドロップという。
ゴルフ
最初のパーティーがラウンドをはじめる前に、招待者がスモークボールを1番グラウンドのティーグラウンドから打つことが多い（行われない場合も多い）。
サッカー
コート外からボールを蹴ってコート内の審判にパスをする。正式には「キックイン」と呼ばれる（PKを蹴る場合もある）。スポンサー関係者、地元自治体の首長、チームゆかりの有名人、サポーター代表などが務める。
バスケットボール
ティップ・オフを行う（ティップ・オフ・セレモニー）。来賓が選手の1人にパスを渡し、ドリブルしてシュートを決めるのが通例である。来賓によってはフリースローを投げる場合もある。
バレーボール
サーブを行う。人によってサーブライン（自信有りの人）かアタックライン（自信無しの人）のどちらかに分かれる。
ラグビー
ペナルティキックを行う。キック力を要することから、サッカー選手などが招待されることが多い。
アメリカンフットボール
実際に試合の攻撃順・陣地を決めるコイントスのコイン投げを審判の代わりに来賓が行うことがある。なお、1948年の第1回ライスボウルでは、訪日したポール・ラッシュがキックオフを行った。

## 類似の儀式
モータースポーツにおいて、新しいサーキットが完成した時には始球式ならぬ「始走式」でサーキットの完成を祝う。
空手・テコンドーでは、大会の開始前セレモニーとして行う「試割り演武」を始球式に掛けて「始割式」と呼ぶこともある。